# Maxime Du Camp
Pour les articles homonymes, voir Du Camp.
Maxime Du Camp, né le 8 février 1822 à Paris et mort le 8 février 1894 à Baden-Baden (Grand-duché de Bade), est un écrivain polygraphe et photographe français, membre de l’Académie française.
La postérité à son égard fut cruelle, cela s'expliquant par une fortune critique qui lui fit mauvaise presse[pas clair]. Il demeure ainsi, de nos jours, dans l'ombre de grandes figures de la littérature française du XIXe siècle telles Gustave Flaubert, Charles Baudelaire et Théophile Gautier, qui furent par ailleurs ses amis.

## Biographie

### Le voyageur
La fortune de son père, Théodore Du Camp, un médecin réputé auteur d'un traité d'urologie, permet à Maxime Du Camp, ses études terminées, de satisfaire le goût très vif qu’il a pour les voyages. Il visite, entre 1844 et 1845, Smyrne, Éphèse, Constantinople et l’Algérie, d’où il rapporte des Souvenirs et paysages d’Orient (1848), puis, entre novembre 1849 et avril 1851,, cette fois en compagnie de Gustave Flaubert, avec qui il entretient ensuite une abondante correspondance, l’Égypte, la Nubie, la Palestine, la Syrie, l’Asie mineure et la Grèce, d’où il rapporte Égypte, Nubie, Palestine et Syrie (1852). Il s'agit du premier des recueils photographiques ayant été publiés. Il contient entre autres Westernmost Collossus Of Temple Of Re qui est certainement sa photographie la plus célèbre.

Durant son voyage en Égypte effectué en 1850 en compagnie de Gustave Flaubert, Maxime Du Camp et son équipage font face au manque d'eau ainsi qu'à des avaries telles que la perte d'un chameau et de nombreuses outres d'eau, alors qu'ils sont entre le Nil et la mer Rouge, dans un secteur de l'est égyptien dénommé Désert Arabique. Flaubert interpelle alors son compagnon en lui demandant s’il n’a pas envie de manger une glace au citron. Du Camp, exaspéré par cette attitude, au point d'avoir envie de le tuer, tente de changer de sujet, mais le futur auteur de Madame Bovary se met alors à crier à tue-tête : « Glace au citron : glace au citron ! » à la façon d'un vendeur de glaces sur un boulevard parisien. Il finit par lancer cette phrase que retranscrira Du Camp dans ses Souvenirs littéraires, :
« Entre nous, ça manque de glaces au citron dans le désert de Qôseir. »
En juillet 1865, Amédée Achard, Maxime Du Camp et Gustave Flaubert sont en séjour à Baden.

### Le photographe
Ayant sollicité auprès du ministère de l'Instruction publique une mission archéologique pour son voyage oriental de 1849-1851, il s'initie, en prévision de ce voyage, à la photographie avec Gustave Le Gray, quelques semaines avant son départ, et confiera ses 24 premiers tirages au peintre Jean-Charles Langlois qui les conservera toute sa vie.
Il la documente par de nombreuses photographies, dont une partie sera publié dans son recueil photographique Egypte, Nubie, Palestine et Syrie (1852) évoqué plus haut dans l'article. Il utilise la technique dérivée du calotype de Talbot. Les tirages sur papier salé réalisés dans les ateliers et selon le procédé de Blanquart-Evrard sont restés d'une très grande qualité.

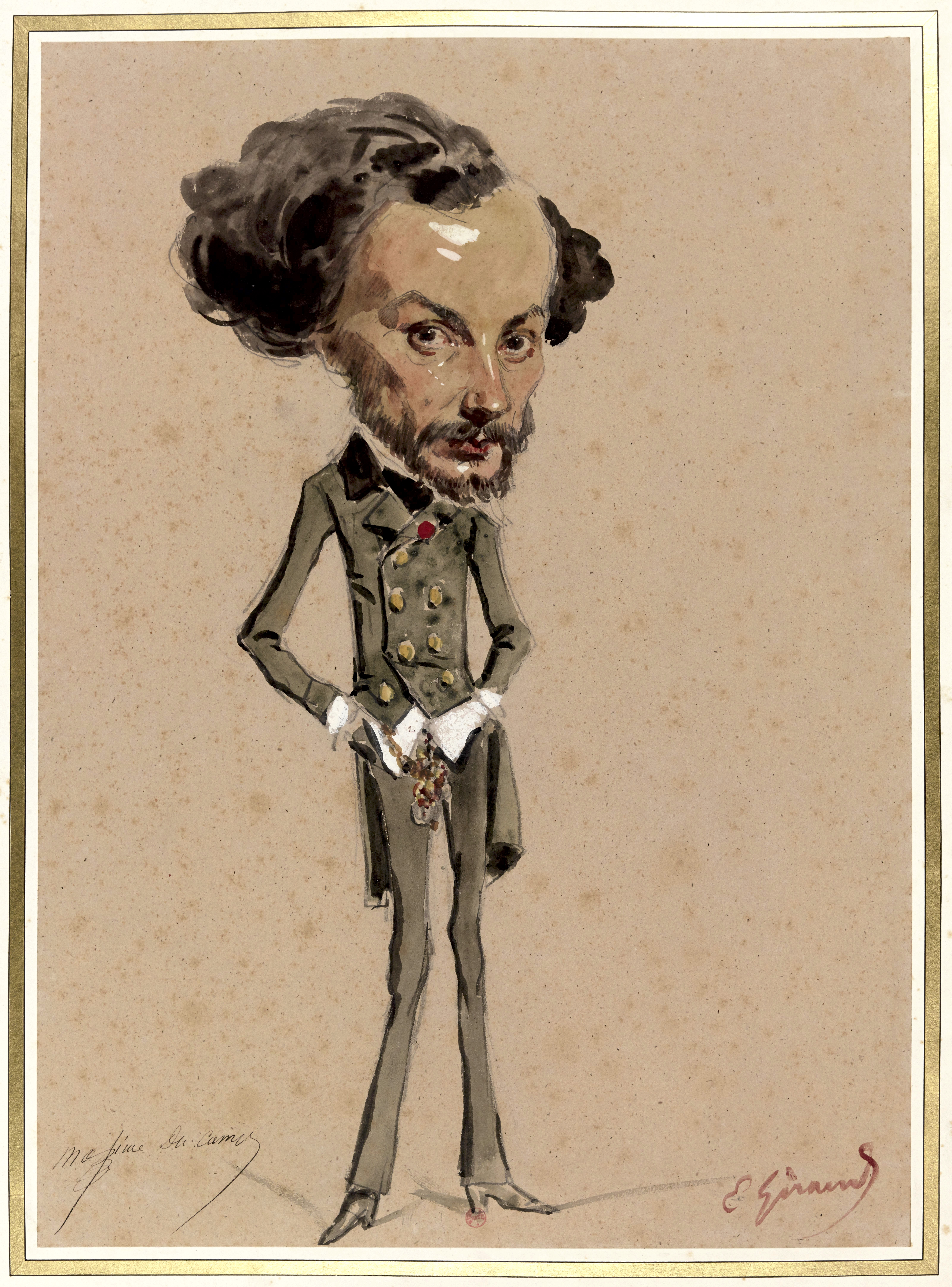
Aquarelle d’Eugène Giraud pour les Soirées du Louvre.

### L'écrivain
En 1851, il est l’un des cinq fondateurs de la Revue de Paris qui devait publier Madame Bovary et contribue fréquemment à la Revue des Deux Mondes. Le 1er janvier 1853, il est promu au grade d’officier de la Légion d'honneur. Ayant servi comme volontaire sous Garibaldi en 1860, il raconte ses expériences dans Expédition des Deux-Siciles (1861). En 1870, il entre au Sénat, mais sa nomination est réduite à néant par la chute de l’Empire.
Il est élu membre de l’Académie française en 1880, surtout, dit-on, à cause de son histoire assez hostile de la Commune, publiée sous le titre de Les Convulsions de Paris, en 4 vol. (1878-1880).

« En 1848, il était à Paris, revenant de son premier voyage en Orient, quand éclata la Révolution. Il se battit contre l'insurrection, aux journées de Juin, dans les rangs de la garde nationale, fut blessé et mérita d'être décoré de la main de Cavaignac. C'est de là sans doute que lui vint l'idée d'écrire les Convulsions de Paris, une de ses dernières œuvres, et celle qui restera la plus connue avec Paris, ses organes et ses fonctions. »

— 24 février 1894,  La Petite Revue.
Son œuvre littéraire est des plus fécondes. Outre ses premiers ouvrages relatifs aux pays d’Orient qu’il a parcourus et décrits, il a également écrit l'histoire de la célèbre expédition des Mille, en Sicile, dont il a fait partie. Croyant au progrès, il a été l’un des premiers à utiliser la photographie dans ses explorations et ses livres de voyage furent parmi les premiers à être illustrés de photographies. Il est aussi l'auteur des Mémoires d'un suicidé (1853), d'ouvrages de critique, d'art, de poésies et de romans. Il est l’auteur d’une série d'ouvrages en six volumes qui demeure un témoignage précieux sur la vie quotidienne à Paris, Paris, ses organes, ses fonctions, sa vie dans la seconde moitié du XIXe siècle (1869-1875). Il publie plusieurs travaux sur les questions sociales, dont l’un, Auteurs de mon temps, a été conservé dans l’Enfer de la Bibliothèque nationale jusqu’à 1910. Ses Souvenirs littéraires (2 vol., 1882-1883) contiennent de nombreux renseignements sur les auteurs contemporains, Lamartine, Nerval, Fromentin, Delacroix, Sand, Musset, George[Lequel ?], mais surtout Gustave Flaubert, dont il a été l’ami des premiers jours.
Collaborateur assidu de la seconde Revue de Paris, il meurt au moment où naît la troisième. La Revue des Deux Mondes, qu’il considérait comme « le premier recueil littéraire du monde », l'a compté également au nombre de ses plus brillants collaborateurs.

### Mort et postérité
Vers la fin de ses jours, il partage son temps entre Paris et le pays de Bade, où il séjourne plusieurs mois par an. Il écrit ainsi ses quatre volumes de Mémoires à Baden-Baden où il meurt, mais est enterré, à Paris, au cimetière de Montmartre (17e division, 1re ligne, tombe 16.)
L'écrivain et essayiste français Paul Bourget, ayant été élu par l’Académie française à la place laissée vacante par le décès de Maxime Du Camp, est tenu, lors de la séance du 13 juin 1895, de prononcer un discours évoquant son prédécesseur et le présente en des termes assez élogieux en soulignant l'originalité et la complexité de son devancier :
« En même temps que vous m’appeliez, avec une bienveillance dont je sens l’inestimable prix, à l’honneur de siéger dans votre compagnie, vous me donniez à tracer le portrait d’un homme infiniment complexe et intéressant, — portrait rendu difficile par cette complexité même du modèle. M. Maxime Du Camp a touché en effet, dans ses livres, à tous les genres et à tous les sujets : récits de voyage, poèmes socialistes et poèmes intimes, romans d’imagination et romans d’analyse, morceaux de critique, monographies d’art, esquisses d’histoire, à combien de tentatives son vigoureux talent ne s’est-il pas essayé avant de s’arrêter à ce tableau de Paris, qui demeure son plus beau titre de gloire ? Et cette œuvre si considérable, si opulente, si variée, n’avait pas épuisé, n’avait pas exprimé sa vie. Nous devinons, à travers ces volumes de matière si disparate, la poussée en mille directions diverses d’une humeur inquiète, qui s’est cherché une forme de pensée, à travers combien de formes d’existence […].  »

## Réception critique

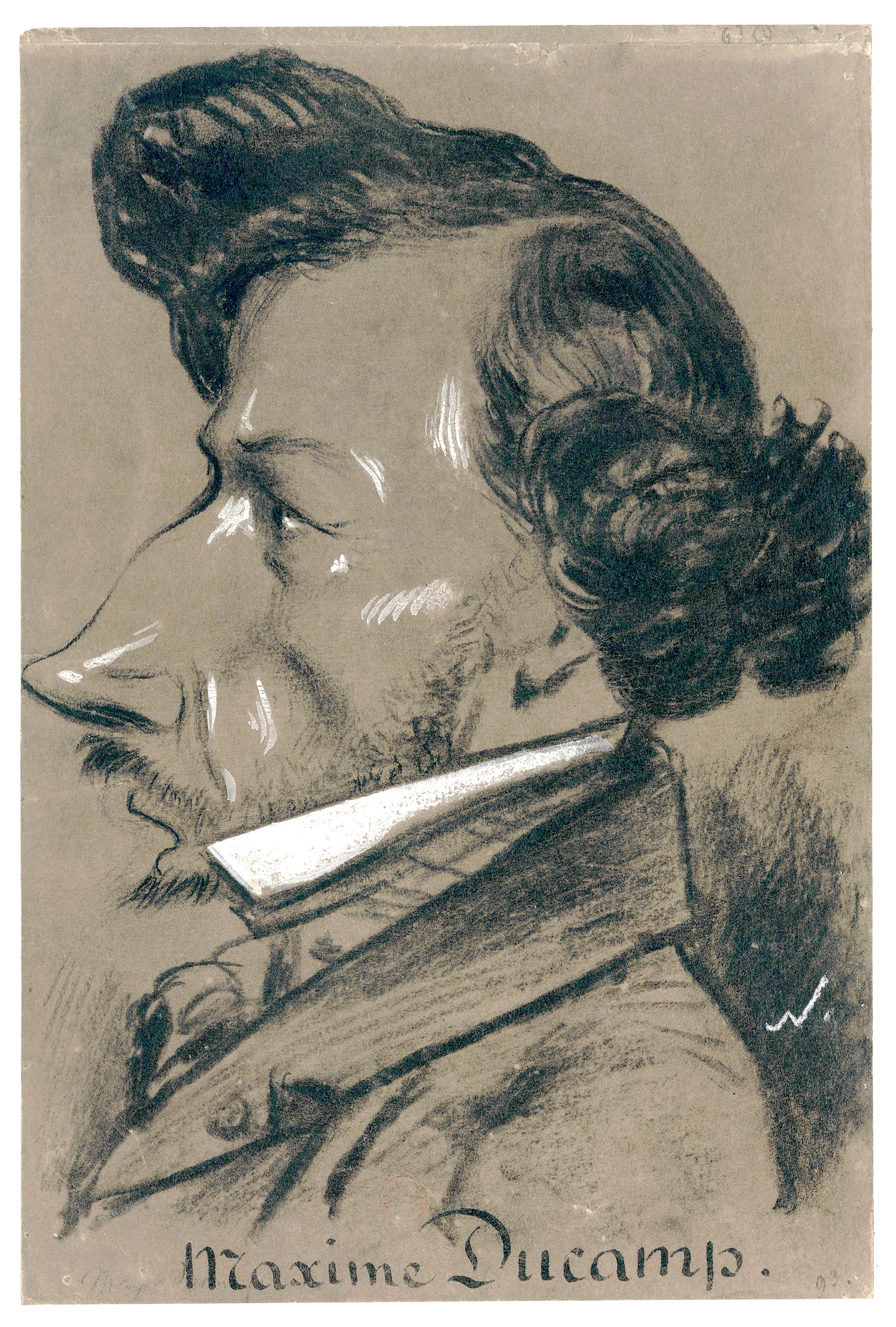
Caricature de Du Camp par Nadar.

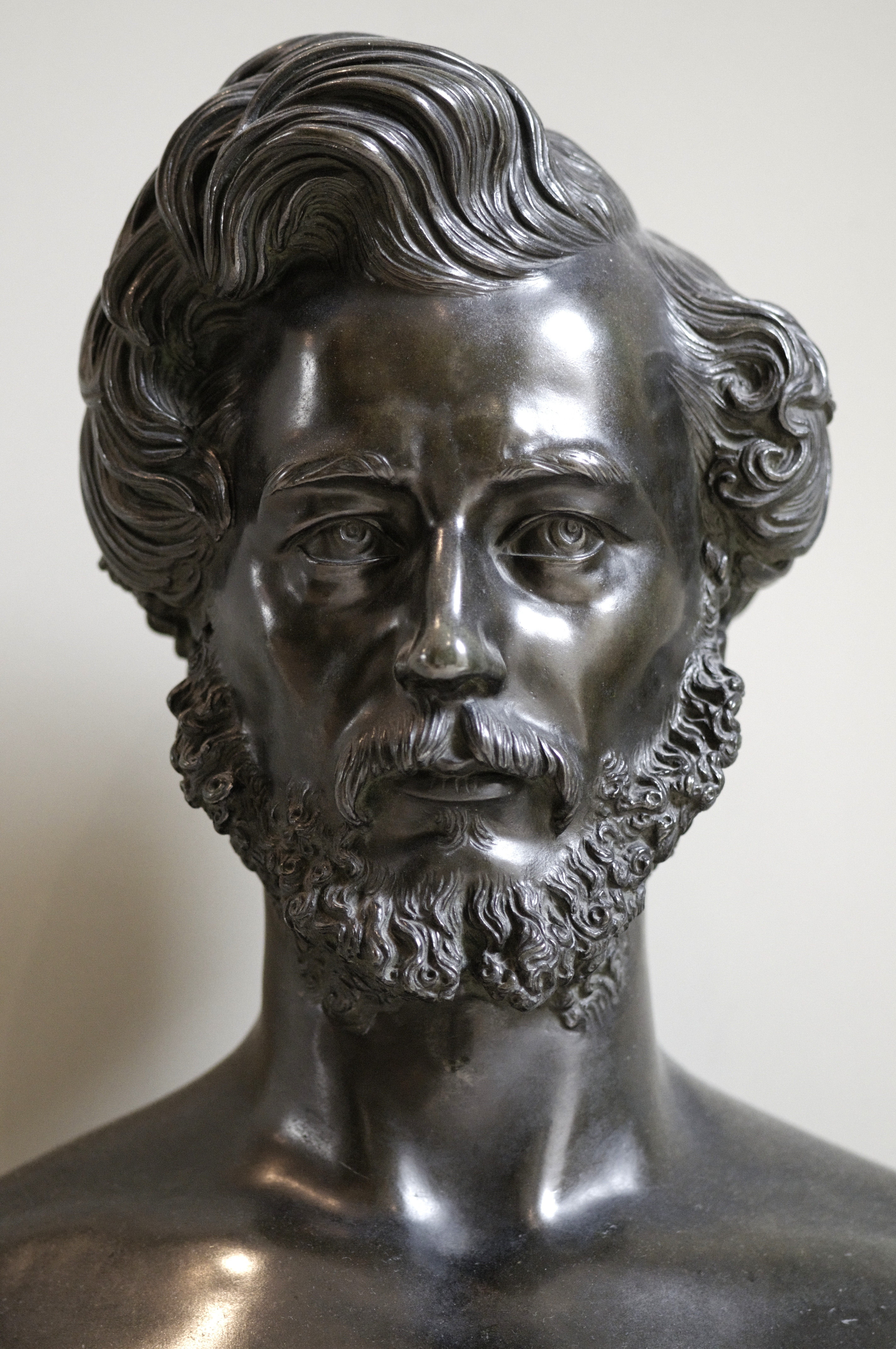
Buste de Maxime Du Camp, bronze de Pradier, Paris, musée du Louvre.

### 1880-1970
À l’égard de Maxime Du Camp, la postérité ne fut pas tendre. Et si son nom est connu, c’est plus pour ses liens avec des grands noms de la littérature française comme Charles Baudelaire, Gustave Flaubert ou Théophile Gautier, que pour ses œuvres historiques, romanesques, sociologiques ou de critiques artistiques. Et en effet, son nom se situe en majorité dans l’ombre de Flaubert dans le cadre des études menées sur l’auteur au cours du XXe siècle faisant un sort peu commode à Maxime Du Camp. Nonobstant, toutes ne sont pas aussi cruelles et des études récentes ont été menées sur l’auteur depuis les années 1970. Dans sa publication des correspondances de Gustave Flaubert en 1973 aux éditions de la Pléiade, Jean Bruneau établit le constat suivant : « J’espère aussi que les documents que je publie sur Maxime Du Camp aideront à comprendre ce personnage attachant et fin, pour qui la postérité, à mon avis, s’est montrée bien trop sévère. »
Ainsi, les causes de cette désaffection furent plus les révélations maladroites de Maxime Du Camp provenant de ses Souvenirs littéraires publiés en 1882-1883, que la qualité de ses œuvres romanesques, qui par la suite furent critiquées. En effet, ses révélations sur l’épilepsie de Gustave Flaubert furent considérées comme de la jalousie, sa publication d’une Madame Bovary meurtrie[pas clair] en 1857 dans la Revue de Paris comme une trahison, et son absence lors de l’enterrement de Flaubert comme un abandon. Ainsi, Thierry Poyet, dans son étude littéraire sur les œuvres romanesques de Maxime Du Camp résume bien la façon dont il a été perçu : « Il est pour les uns le traître, pour d’autres le jaloux, pour d’autres encore un sous-Flaubert. »
Ainsi, Guy de Maupassant, en bon élève de Flaubert, dans ses articles, réunis par la suite, sur le maître de Croisset voulut rétablir l’affront qui lui avait récemment été fait, et c’est alors qu’à Maxime Du Camp il fit son sort. À propos de l’épilepsie révélée dans les Souvenirs littéraires, Maupassant parle en ces termes de Du Camp : « Puis il fut frappé par la terrible maladie qu’un autre ami, M. Maxime Du Camp a eu la mauvaise inspiration de révéler au public, en cherchant à établir un rapport entre la nature artiste de Flaubert et l’épilepsie, à expliquer l’une par l’autre. » Guy de Maupassant considère que Du Camp a terni la postérité de Flaubert en laissant entendre que son génie ait pu pâtir de sa maladie.
Par ailleurs, exposons le procès qui a été intenté à Maxime Du Camp à l’occasion de la parution, en 1884, de la correspondance de Flaubert avec George Sand, où fut révélée, dans la préface de l’ouvrage réalisé par Maupassant, une lettre en date du 14 juillet 1856 démontrant que Maxime Du Camp et Léon Laurent-Pichat, alors rédacteurs en chef de la Revue de Paris, effectuèrent des coupes lors de la publication de Madame Bovary dans la Revue et émirent des critiques présentes dans la lettre, que Maupassant jugea inappropriées.

De surcroît, dans son Journal, Edmond de Goncourt rapporte l’absence de Maxime Du Camp lors de l’enterrement de Flaubert : 

« Voilà ce qui s'est passé après la mort de Flaubert […] pendant que Maupassant met dans la bière avec Pouchet le corps de Flaubert, déjà en décomposition. Le soir de l'enterrement, aussitôt après le dîner où dînaient de Heredia et Maupassant et où, par parenthèse, Commanville se coupait très élégamment sept tranches de jambon, il mène Maupassant dans le petit pavillon du jardin et là, le retint une grande heure, le tenant par les mains dans de fausses effusions de tendresse, le gardant littéralement prisonnier – lui, malin, qui voulait s’en aller, se doutant de quelque chose. Pendant ce, Mme Commanville  prenait à part sur un banc du jardin, Heredia, lui disait que Maxime du Camp ne lui avait pas même envoyé un télégramme, que d’Osmoy était un hanneton, que Zola et Daudet ne l’aimaient pas. »

Par ailleurs, l’essai de Jean-Paul Sartre sur Gustave Flaubert, L'Idiot de la famille (1971), est assez significatif d’une tendance générale au dénigrement. Du Camp passe alors pour « une sorte d’imbécile incapable de comprendre les enjeux fondamentaux de la littérature. » Il paraît donc évident que, pour Sartre, Du Camp est un sous-Flaubert, un écrivain de seconde zone, et il en parle ainsi en ces termes : « Maxime assistera sans le comprendre à cette féconde déviation de la littérature ; il ne verra pas l’évidence : que toutes les œuvres valables entre 1850 et 1880 sont nées – directement ou indirectement – de ce nouveau courant ; cherchant sans cesse le coup de fortune, le coup fumant, tentant d’écrire, écrivant parfois le livre à succès, jouissant ou croyant jouir d’une large audience – d’ailleurs proportionnelle à l’étendue de ses compromissions. »
Si Sartre se montre assez intransigeant sur les œuvres littéraires de Du Camp, c’est également le cas d’Albert de Bersaucourt qui, dans un article sur le poète belge Émile Verhaeren, tente d’établir un rapprochement entre les idées développées sur le progrès technique dans la préface des Chants modernes (1855), recueils de poésies de Du Camp, et l’œuvre poétique de Verhaeren, plus particulièrement Les Campagnes hallucinées (1893) et Les Villes tentaculaires (1895), mais seulement sur les idées. En effet, son propos se constitue essentiellement en une critique de l’œuvre poétique de Du Camp qu’il considère comme « un piètre poète et un pauvre écrivain », dont « la prose […] est bien mauvaise. »
Si ces articles ont façonné l’opinion sur l’œuvre poétique et romanesque de Du Camp, il est bon de signaler que, depuis les années 1970, des études littéraires ont été menées sur l’auteur, en vue d’une réévaluation de son œuvre.

### Depuis 1970
Une première thèse a été soutenue, en 1963, à Paris, traitant des Forces perdues (1867) de Du Camp au miroir de l’œuvre flaubertienne. Dans le même cadre de comparaison littéraire dans l’optique d’une réhabilitation de Du Camp, on peut citer une autre thèse soutenue, en 1973, à l’université de Virginie par Anthony A. Francis.
En 1983, une autre thèse délivre une étude approfondie de l’œuvre romanesque et poétique de Maxime Du Camp, dégagée du miroir flaubertien. Ces études sur l’œuvre de Maxime Du Camp ont amené une redécouverte partielle de ses écrits induisant de nouvelles publications. On cite, notamment, ses Forces perdues, rééditées en 2011, avec une préface de Thierry Poyet, qui précise d’emblée, dans son étude sur l’œuvre romanesque et poétique de Du Camp parue aux éditions Kimé en 2013, que « ses textes ont été très peu et très partiellement réédités au cours de ces dernières années et avant la mise en ligne de certaines de ses œuvres sur Google Books par exemple, il était très difficile de pouvoir accéder à son œuvre. » Il y a peu d’études récentes Maxime Du Camp : Frédérique Asklund a soutenu une thèse de doctorat à l’université d’Orléans qui étudie la relation de Maxime Du Camp et de Gustave Flaubert à travers le prisme de leur correspondance et les conséquences de ces relations sur leurs œuvres respectives. Un ouvrage de Thierry Poyet, L’Autre romancier, établit une étude sérieuse de l’œuvre littéraire de Du Camp. Gérard de Senneville a publié, en 1996, une biographie sur Du Camp, dont Claude Pichois a signalé, en 1998, dans la revue Romantisme, le manque de pertinence, mais qui demeure cependant à ce jour l'unique biographie sur l'auteur.

## Œuvres

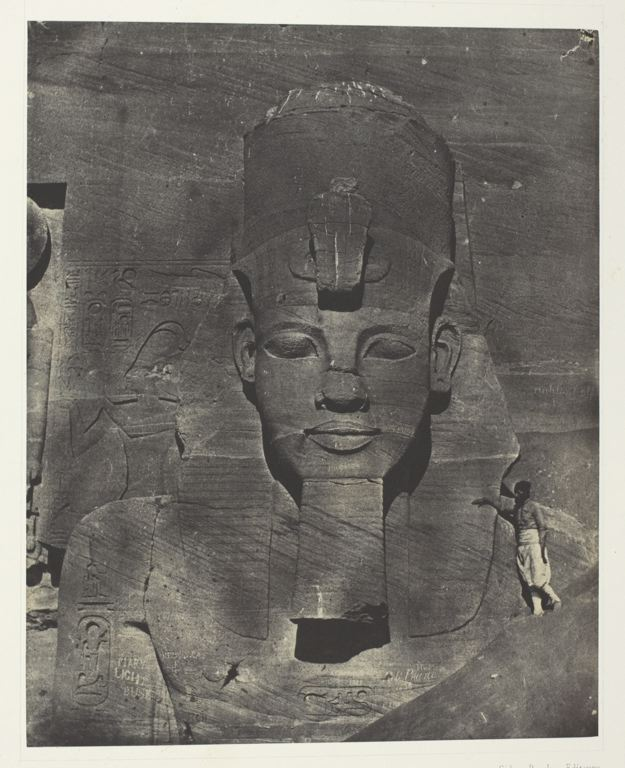
Maxime Du Camp, Ibsamboul (Abou Simbel), colosse médial du spéos de Phré, épreuve sur papier salé d'après un calotype négatif par procédé Blanquart-Evrard (1850).

### Essais et études

#### Sur Paris
- Paris, ses organes, ses fonctions, sa vie (1869-1875), 6 vol.
- Les Convulsions de Paris (1878), 4 vol. [lire en ligne]
- La Charité privée à Paris (1885) ; en collaboration avec Aimé Giron [lire en ligne]
- Paris bienfaisant. Une histoire d’amour (1888) [lire en ligne]

#### Sur ses voyages en Orient
- Souvenirs et paysages d’orient (1848) [lire en ligne]
- Égypte, Nubie, Palestine, Syrie (1852) [lire en ligne]
- Le Nil, ou lettres sur l’Égypte et la Nubie (1854) [lire en ligne]
- Orient et Italie (1868) [lire en ligne]

Article :
- L’Eunuque noir, mœurs musulmanes (1856) - article [lire en ligne]

#### Critiques d’art
- « Les Beaux-Arts au Salon de 1852 », Revue de Paris,‎ mai 1852 [Lire en ligne ]
- Les Beaux-arts à l’exposition universelle de 1855, Paris, Librairie nouvelle, 1855 (lire en ligne).
- Les Six Aventures : le salon de 1857, Paris, Librairie nouvelle, 1857 (lire en ligne).
- Salon de 1859 (1859) [lire en ligne]
- En Hollande, lettres à un ami, Paris (lire en ligne).
- Le Salon de 1861, Paris, 1861 (lire en ligne).
- Les Beaux-Arts à l'exposition universelle et aux salons de 1863, 1864, 1865, 1866 et 1867, Paris (lire en ligne).

#### Études littéraires
- Théophile Gautier (1890) [lire en ligne], réédition par Thierry Poyet, éditions Palimpsestes, Lyon, 2020.

#### Autres
- Les Ancêtres de la Commune. L’attentat de Fieschi. Histoire et critique (1877) [lire en ligne]
- L’Allemagne actuelle : mars 1887, Paris, Éd. Plon, Nourrit et Cie, 1887, 277 p., in-12. — Paru sous l’anonymat. D’abord publié dans Le Correspondant sous le titre : L'Allemagne nouvelle ; voir les livraisons du 10 janvier (lire en ligne sur Gallica), du 25 janvier (lire en ligne sur Gallica), du 10 février (lire en ligne sur Gallica) et du 25 février 1887 (lire en ligne sur Gallica). L’auteur évoque ce texte dans ses Souvenirs d’un demi-siècle, tome 1, p. 209 (1er paragraphe).
- La Vertu en France (1887)
- La Croix-rouge de France (1888)

Article :
- Naples, et la société napolitaine (1862) - article Revue des Deux Mondes [lire en ligne]

Discours à l'Académie française :
- Discours de réception de Maxime Du Camp, le 23 décembre 1880
- Réponse au discours de réception de Sully Prudhomme, le 23 mars 1882
- Discours sur les prix de vertu 1885, le 26 novembre 1885
- Réponse au discours de réception d’Édouard Hervé, le 10 février 1887

Participation
- Collectif, La Solution sociale par l'éducation chrétienne des enfants pauvres ou abandonnés par Maxime Du Camp, Aimé Giron, l'abbé Roussel et le P. Dulong de Rosnay ; publié par Ch. Des Granges (1895) [lire en ligne]

### Récits autobiographiques

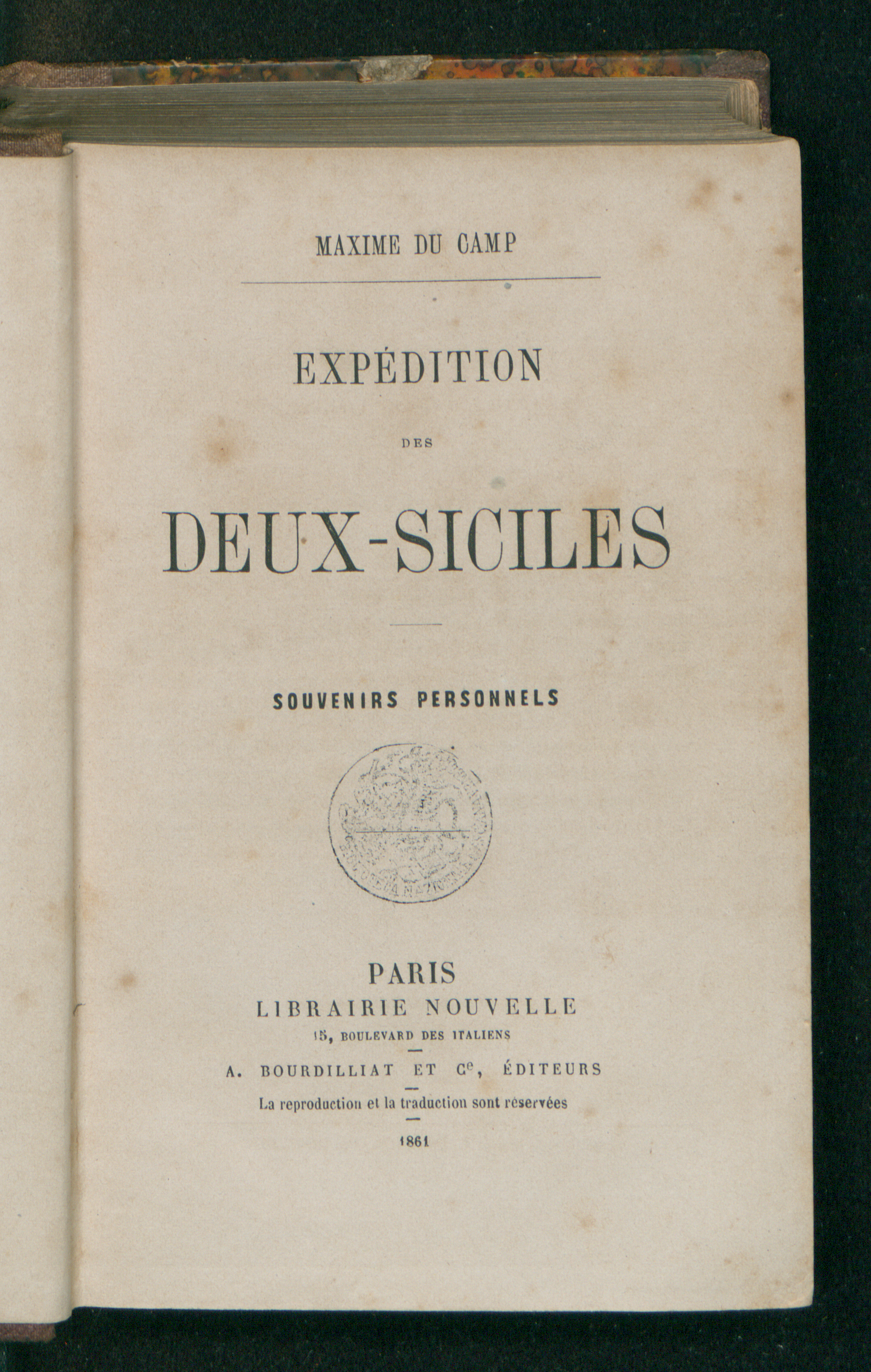
Expedition des Deux-Siciles, 1861

- L’expédition des Deux-Siciles, souvenirs personnels (1861) [lire en ligne]
- Souvenirs de l’année 1848 (1876) [lire en ligne]
- Souvenirs littéraires (1882-1883), 2 vol.
  - 1822-1850, volume 1 (1882) [lire en ligne]
  - 1850-1880, volume 2 (1883) [lire en ligne]
- Par les champs et les grèves (voyage en Bretagne), en collaboration avec Gustave Flaubert (1886)
- Souvenirs d'un demi-siècle (2 vol. achevés par l'auteur le 29 octobre 1888 mais édités pour la première fois en 1949, comme l'avait stipulé Maxime Du Camp) :
  - Tome 1 : Au temps de Louis-Philippe et de Napoléon III, 1830-1870, Paris, Éd. Hachette, coll. « Récits et souvenirs », 1949, 318 p., in-8° (lire sur Wikisource, lire en ligne [PDF]).
  - Tome 2 : La Chute du Second Empire et la IIIe République, 1870-1882, Paris, Hachette Livre, coll. « Récits et souvenirs », 1949, 358 p., in-8° (lire sur Wikisource, lire en ligne [PDF]).
- Le Crépuscule, propos du soir (1893) [lire en ligne]

### Romans et nouvelles
- Mémoires d'un suicidé (1853) [lire en ligne]  (ISBN 978-2346047949)
- Les Forces perdues (1867) ; réédition en 2011 (Paris, Euredit, préface de Thierry Poyet) [lire en ligne]
- Les Buveurs de cendre (1866)
- Le Chevalier du cœur saignant (1862)
- L’Homme au bracelet d’or (1862) [lire en ligne]
- Une histoire d’amour (1889)

### Poésie
- Les Chants modernes (1855) Lire en ligne
- Les Convictions (1858)

### Nouvelle
Participation
- L'Âme errante. Souvenir des existences antérieures, dans Collectif, Salmis de nouvelles, Paris, Librairie nouvelle (1853) - recueil de 11 nouvelles de plusieurs auteurs, dont Théophile Gautier

## Distinctions
Officier de la Légion d'honneur

## Hommages

### Dédicace
Le Voyage, poème qui clôt Les Fleurs du mal, est dédié à Maxime du Camp. Bien que Baudelaire et Du Camp fussent proches, la dédicace était peut-être ironique. La foi positiviste dans le progrès, dont témoignent les Chants modernes de Du Camp, est raillée tout au long du poème. Le poète demanda d'ailleurs au progressiste l'autorisation d'associer son nom au poème : « Si le ton systématiquement byronien de ce petit poème vous déplaisait, si, par exemple, vous étiez choqué de mes plaisanteries contre le progrès, ou bien de ce que le Voyageur avoue n'avoir vu que la banalité, ou enfin de n'importe quoi, dites-le moi sans vous gêner. »

### Odonymie
Il existe une rue Maxime-Du-Camp à Quimper (Finistère) et une allée Maxime-Du-Camp à Fougères (Ille-et-Vilaine).

## Jugements
Dans les Mémoires de Louise Michel, on trouve plusieurs fois le nom de Du Camp à propos de son rôle dans la Commune, et notamment dans cette phrase : « Lui, Maxime Du Camp de Satory, il faisait pour son plaisir lever les vaincus devant les vainqueurs ! »

## Expositions
- L'Égypte photographiée. Un voyage partagé par Du Camp, Flaubert et Langlois, 1849-1850, du 23 juin au 24 septembre 2017, musée des Beaux-Arts de Caen.